# Де Клер, Тим
Тим де Клер (нидерл. Tim de Cler; род. 8 ноября 1978, Лейден, Южная Голландия) — нидерландский футболист, выступавший на позиции левого защитника, игрок сборной Нидерландов.

## Клубная карьера
Тим де Клер родился 8 ноября 1978 года в Лейдене. Начинал футбольную карьеру в клубе «Люгдюнум» в Лейдене, а возрасте двенадцати лет перешёл в академию амстердамского «Аякса». В первой команде амстердамского клуба дебютировал 23 апреля 1998 года в матче Эредивизи против клуба «Виллем II», выйдя на замену вместо Данни Блинда. В этом сезоне «Аякс» стал чемпионом и завоевал Кубок Нидерландов. Следующие три национальных сезона сложились неудачно для «Аякса» — он смог только один раз занять третье место в чемпионате и завоевать один национальный кубок. Сам же де Клер смог стать футболистом основного состава. Чемпионат 2001/2002 наконец сложился для «Аякса» удачно — он выиграл чемпионат и кубок страны. Это был последний сезон де Клера за амстердамский клуб.
В августе 2002 года де Клер перешёл в клуб АЗ, подписав с командой из Алкмара контракт на три года. В итоге, в составе АЗ де Клер провёл пять сезонов, сыграв более двухсот игр в разных турнирах и забив два мяча; дважды был бронзовым и один раз — серебряным призёром национального первенств.
Летом 2007 года перешёл в «Фейеноорд» из Роттердама, за который выступал четыре сезона. За это время переживавший не лучшие времена именитый роттердамский клуб не смог ни разу попасть в тройку призёров в чемпионата, но в 2008 году сумел завоевать Кубок Нидерландов.
Летом 2011 года де Клер переходит в АЕК из Ларнаки. В составе кипрского клуба провёл два сезона. В 2013 году завершил профессиональную карьеру.

## Карьера в сборной
В составе сборной Нидерландов дебютировал в 17 августа 2005 года в товарищеском матче против Германии. Участвовал в финальном этапе чемпионата мира 2006 года в Германии. В матче группового этапа против Аргентины вышел в стартовом составе на позиции левого защитника. Матч завершился нулевой ничьей, а де Клер получил жёлтую карточку. Поехал де Клер и на чемпионат Европы 2008 года, где принял участие в одном матче. Игра в третьем туре группового этапа против команды Румынии для сборной Нидерландов ничего не решала — голландцы, победив с разгромным счётом в двух предыдущих турах Италию и Францию, обеспечили себе первое место в группе. Поэтому наставник сборной Нидерландов Марко ван Бастен выпустил на игру против Румынии несколько футболистов, которые не считались основными — в том числе де Клера. Игра закончилась победой голландцев со счётом 2:0. Всего за национальную команду провёл 17 матчей

## Достижения
«Аякс»
- Чемпион Нидерландов: 1997/98, 2001/02
- Обладатель Кубка Нидерландов: 1997/98, 1998/99, 2001/02

«Фейеноорд»
- Обладатель Кубка Нидерландов: 2007/08

## Статистика

### Клубная карьера
| Клуб             | Сезон            | Лига | Лига | Кубок | Кубок | Европейские кубки | Европейские кубки | Прочие | Прочие | Итого | Итого |
| Клуб             | Сезон            | Игры | Голы | Игры  | Голы  | Игры              | Голы              | Игры   | Голы   | Игры  | Голы  |
| ---------------- | ---------------- | ---- | ---- | ----- | ----- | ----------------- | ----------------- | ------ | ------ | ----- | ----- |
| Аякс             | 1997/98          | 1    | 0    | 0     | 0     | 0                 | 0                 | —      | —      | 1     | 0     |
| Аякс             | 1998/99          | 12   | 0    | 3     | 0     | 0                 | 0                 | 0      | 0      | 15    | 0     |
| Аякс             | 1999/00          | 21   | 0    | 1     | 0     | 4                 | 0                 | 0      | 0      | 26    | 0     |
| Аякс             | 2000/01          | 25   | 2    | 1     | 0     | 2                 | 0                 | —      | —      | 28    | 2     |
| Аякс             | 2001/02          | 16   | 0    | 2     | 0     | 2                 | 0                 | —      | —      | 20    | 0     |
| Аякс             | Итого            | 75   | 2    | 7     | 0     | 8                 | 0                 | 0      | 0      | 90    | 2     |
| АЗ               | 2002/03          | 30   | 2    | 2     | 1     | —                 | —                 | —      | —      | 32    | 3     |
| АЗ               | 2003/04          | 33   | 0    | 2     | 2     | —                 | —                 | —      | —      | 35    | 2     |
| АЗ               | 2004/05          | 32   | 1    | 1     | 0     | 14                | 0                 | —      | —      | 47    | 1     |
| АЗ               | 2005/06          | 30   | 0    | 3     | 0     | 7                 | 0                 | 2      | 0      | 42    | 0     |
| АЗ               | 2006/07          | 32   | 1    | 5     | 1     | 11                | 0                 | 4      | 1      | 52    | 3     |
| АЗ               | Итого            | 157  | 4    | 13    | 4     | 32                | 0                 | 6      | 1      | 208   | 9     |
| Фейеноорд        | 2007/08          | 32   | 1    | 6     | 0     | —                 | —                 | —      | —      | 38    | 1     |
| Фейеноорд        | 2008/09          | 19   | 0    | 2     | 0     | 5                 | 0                 | 3      | 0      | 29    | 0     |
| Фейеноорд        | 2009/10          | 7    | 0    | 3     | 0     | —                 | —                 | —      | —      | 10    | 0     |
| Фейеноорд        | 2010/11          | 29   | 0    | 1     | 0     | 2                 | 0                 | —      | —      | 32    | 0     |
| Фейеноорд        | Итого            | 87   | 1    | 12    | 0     | 7                 | 0                 | 3      | 0      | 109   | 1     |
| АЕК              | 2011/12          | 26   | 0    | 7     | 1     | 11                | 1                 | —      | —      | 44    | 2     |
| АЕК              | 2012/13          | 20   | 0    | 3     | 0     | —                 | —                 | —      | —      | 23    | 0     |
| АЕК              | Итого            | 46   | 0    | 10    | 1     | 11                | 1                 | —      | —      | 67    | 2     |
| Всего за карьеру | Всего за карьеру | 365  | 7    | 42    | 5     | 58                | 1                 | 9      | 1      | 474   | 14    |

### Список матчей за сборную
| Матчи Де Клера за сборную Нидерландов | Матчи Де Клера за сборную Нидерландов | Матчи Де Клера за сборную Нидерландов | Матчи Де Клера за сборную Нидерландов | Матчи Де Клера за сборную Нидерландов | Матчи Де Клера за сборную Нидерландов |
| ------------------------------------- | ------------------------------------- | ------------------------------------- | ------------------------------------- | ------------------------------------- | ------------------------------------- |
| №                                     | Дата                                  | Оппонент                              | Счёт                                  | Голы Де Клера                         | Соревнование                          |
| 1                                     | 17 августа 2005                       | Германия                              | 2:2                                   | —                                     | Товарищеский матч                     |
| 2                                     | 7 сентября 2005                       | Андорра                               | 4:0                                   | —                                     | Чемпионат мира 2006 (отбор)           |
| 3                                     | 1 июня 2006                           | Мексика                               | 2:1                                   | —                                     | Товарищеский матч                     |
| 4                                     | 21 июня 2006                          | Аргентина                             | 0:0                                   | —                                     | Чемпионат мира 2006                   |
| 5                                     | 16 августа 2006                       | Ирландия                              | 4:0                                   | —                                     | Товарищеский матч                     |
| 6                                     | 2 сентября 2006                       | Люксембург                            | 1:0                                   | —                                     | Чемпионат Европы 2008 (отбор)         |
| 7                                     | 11 октября 2006                       | Албания                               | 2:1                                   | —                                     | Чемпионат Европы 2008 (отбор)         |
| 8                                     | 7 февраля 2007                        | Россия                                | 4:1                                   | —                                     | Товарищеский матч                     |
| 9                                     | 2 июня 2007                           | Республика Корея                      | 2:0                                   | —                                     | Товарищеский матч                     |
| 10                                    | 6 июня 2007                           | Таиланд                               | 3:1                                   | —                                     | Товарищеский матч                     |
| 11                                    | 6 февраля 2008                        | Хорватия                              | 3:0                                   | —                                     | Товарищеский матч                     |
| 12                                    | 26 марта 2008                         | Австрия                               | 4:3                                   | —                                     | Товарищеский матч                     |
| 13                                    | 24 мая 2008                           | Украина                               | 3:0                                   | —                                     | Товарищеский матч                     |
| 14                                    | 29 мая 2008                           | Дания                                 | 1:1                                   | —                                     | Товарищеский матч                     |
| 15                                    | 1 июня 2008                           | Уэльс                                 | 2:0                                   | —                                     | Товарищеский матч                     |
| 16                                    | 17 июня 2008                          | Румыния                               | 2:0                                   | —                                     | Чемпионат Европы 2008                 |
| 17                                    | 19 ноября 2008                        | Швеция                                | 3:1                                   | —                                     | Товарищеский матч                     |

Итого: 17 матчей / 0 голов; 14 побед, 3 ничьи, 0 поражений.